# Eilema punctistriata
Eilema punctistriata är en fjärilsart som beskrevs av Butler 1882. Eilema punctistriata ingår i släktet Eilema och familjen björnspinnare. Inga underarter finns listade i Catalogue of Life.